# Michel Renaud
Michel Henri Renaud (Nantes, 6 febbraio 1945 – Parigi, 7 gennaio 2015) è stato un giornalista, fotografo e viaggiatore francese, rimasto ucciso durante l'attacco terroristico alla sede del periodico Charlie Hebdo del 7 gennaio 2015.

## Biografia
Si formò presso il Centro di formazione per giornalisti di Parigi (anno 1968) e laureato in sociologia. Era un frammassone, iniziato nel 1986 in una loggia facente parte di Le Droit Humain.
Lavorò per Europe 1 e Le Figaro. Nel 1982, è diventato direttore della comunicazione del sindaco di Clermont-Ferrand, Roger Quilliot, prima di diventare capo dello staff di Serge Godard, senatore del Puy-de-Dôme e sindaco di Clermont-Ferrand dal 1997 al 2014.
Renaud è stato, tra l'altro, fondatore del festival "Rendez-vous du carnet de voyage de Clermont-Ferrand" nel 2000, direttore della rivista Auvergne Architectures dal 1990 e presidente dell'associazione "Les Rencontres de la francophonie" aventi lo scopo di promuovere e conservare la lingua francese in tutte le sue forme.
Appassionato di viaggi, si è impegnato nella realizzazione di carnet de voyage, diari di viaggio, ed ha viaggiato con la sua famiglia in Asia centrale per diversi mesi tra il 2010 e il 2011, oltre ad avere visitato più di 70 paesi durante la sua vita di viaggiatore.
Il 7 gennaio 2015, Michel Renaud si è recato insieme a Gérard Gaillard a Parigi alla redazione del Charlie Hebdo, per restituire alcuni disegni a Cabu, direttore del periodico, che era stato l'ospite d'onore della quindicesima edizione del "Rendez-vous du carnet de voyage" e si trovava ancora nella redazione durante l'attacco che lo ha visto vittima e che ha sterminato 12 persone.
Il 12 gennaio 2015,  è stato pubblicato sul quotidiano Libération un omaggio a Renaud da parte di autori e fumettisti.
È stato sepolto il 14 gennaio 2015 a Villeneuve in Aveyron, dove possedeva una casa di famiglia, dopo una cerimonia religiosa nella cattedrale di Clermont, presieduta dall'Arcivescovo di Clermont-Ferrand, monsignor Hippolyte Simon, alla cerimonia era presente, tra gli altri, il sindaco della città, Olivier Bianchi.
Durante la settimana del 15 gennaio 2015, il primo ministro Manuel Valls ha scritto una lettera alla moglie del giornalista, Gala Romanov, annunciandole che Michel Renaud è stato conferito il titolo di  "Cavaliere dell'ordine nazionale della Legion d'onore postumo".
Dopo l'attacco del 7 gennaio 2015, è stata realizzata una mostra delle fotografie di Renaud presso la galleria d'arte Vashchenko di Homel', la città bielorussa dove è nata sua moglie Gaia.